# Чемпионат мира по академической гребле 1992
22-й чемпионат мира по академической гребле прошёл с 13 по 16 августа 1992 года в Монреале (Канада). Так как в этом году проводились Олимпийские игры в Барселоне, разыгрывались только 8 комплектов наград в неолимпийских дисциплинах, в которых используются лодки лёгкого веса.

## Медалисты

### Мужчины
| Дисциплина              | Золото | Золото  | Серебро | Серебро | Бронза | Бронза  |
| ----------------------- | --- | ------- | --- | ------- | --- | ------- |
| Одиночки LM1x           | Йенс Мор Дания | 7:08,79 | Пепейн Ардевейн Нидерланды | 7:10,21 | Брайан Суинор США | 7:14,63 |
| Двойки парные LM2x      | Австралия · Гэри Лайна · Брюс Хик                                                                                                   | 6:24,68 | Австрия · Вальтер Рантаза · Кристоф Шмёльцер | 6:26,23 | Швейцария Маркус Гир Михаэль Гир | 6:28,86 |
| Четвёрки парные LM4x    | Италия · Микеланджело Криспи · Франческо Эспозито · Массимо Лана · Массимо Гульельми                                                | 5:54,38 | Швеция · Йоаким Бришевски · Бо Экрос · Ларс-Йохан Флодин · Пер Лундберг                                                                                              | 5:56,31 | Германия · Штефан Фариг · Клаус Гётте · Рене Хён · Бернхард Рюлинг                                                                                                 | 5:57,60 |
| Четвёрки распашные LM4- | Великобритания · Кристофер Бейтс · Тоби Хессиан · Томас Кей · Карл Смит                                                             | 6:03,98 | Италия · Сабино Белломо · Франческо Каттанео · Данило Фраквелли · Альфредо Стриани                                                                                   | 6:05,69 | Франция · Себастьен Бель · Стефан Герино · Бенуа Массон · Жозе Оярсабаль                                                                                           | 6:07,48 |
| Восьмёрки LM8+          | Дания Бо Андерсен Свенд Блицков Томас Крофт Ян Хансен Йеппе Йенсен Флемминг Мейер Томас Поульсен Бо Вестергор Мартин Сёренсен (рул) | 5:34,95 | Великобритания · Эндрю Бутт · Роджер Эверингтон · Джеймс Хартленд · Джеймс Макнивен · Марк Партридж · Николас Стрэйндж · Иэн Уотсон · Стивен Райт · Филип Кокс (рул) | 5:37,02 | Германия · Клаус Альтена · Михаэль Бухгайт · Кристиан Дальке · Михаэль Кобор · Томас Мельгес · Бернд Штомпоровски · Кай фон Варбург · Уве Маерц · Олаф Каска (рул) | 5:37,95 |

### Женщины
| Дисциплина              | Золото                                                                    | Золото  | Серебро                                                                        | Серебро | Бронза                                                                | Бронза  |
| ----------------------- | ------------------------------------------------------------------------- | ------- | ------------------------------------------------------------------------------ | ------- | --------------------------------------------------------------------- | ------- |
| Одиночки LW1x           | Метте Блох Дания                                                          | 8:11,62 | Сьюзен Кей Великобритания                                                      | 8:17,37 | Венди Уибе Канада                                                     | 8:21,75 |
| Двойки парные LW2x      | Германия · Клаудия Вальди · Кристиане Вебер                               | 7:27,29 | Канада · Мишель Дарвилл · Коллин Миллер                                        | 7:28,04 | США · Саня Реммлер · Тереза Заржечны                                  | 7:29,70 |
| Четвёрки распашные LW4- | Австралия · Дирдри Фрейзер · Вирджиния Ли · Элизабет Моллер · Марина Кейд | 7:01,40 | Великобритания · Элисон Браунлесс · Энн Мэри Фелпс · Тоня Уильямс · Клэр Дэвис | 7:03,78 | Канада · Джиллиан Блуа · Нори Дубенен · Лори Физерстоун · Рената Трок | 7:08,30 |

## Командный зачёт
| Место | Страна         | Золото | Серебро | Бронза | Всего |
| ----- | -------------- | ------ | ------- | ------ | ----- |
| 1     | Дания          | 3      | 0       | 0      | 3     |
| 2     | Австралия      | 2      | 0       | 0      | 2     |
| 3     | Великобритания | 1      | 3       | 0      | 4     |
| 4     | Италия         | 1      | 1       | 0      | 2     |
| 5     | Германия       | 1      | 0       | 2      | 3     |
| 6     | Канада         | 0      | 1       | 2      | 3     |
| 7     | Австрия        | 0      | 1       | 0      | 1     |
| 7     | Нидерланды     | 0      | 1       | 0      | 1     |
| 7     | Швеция         | 0      | 1       | 0      | 1     |
| 10    | США            | 0      | 0       | 2      | 2     |
| 11    | Франция        | 0      | 0       | 1      | 1     |
| 11    | Швейцария      | 0      | 0       | 1      | 1     |
| Всего | Всего          | 8      | 8       | 8      | 24    |

 Страна — хозяйка соревнований